# 9 Bullets
9 Bullets ist ein amerikanischer Actionfilm aus dem Jahr 2022, der am 22. April 2022 in den USA in Kinos erschien.

## Handlung
Die Burlesque-Tänzerin Gypsy erhält einen Anruf von Sams Vater, dass er es sich mit einem Jack verscherzt habe. Seinen Sohn weist er telefonisch an, ein bestimmtes iPad mitzunehmen und aus dem Haus zu verschwinden.
Wie sich herausstellt, hat Sams Vater Jack um 750.000 $ betrogen, weshalb Jack den Auftrag gegeben hat, seine gesamte Familie zu erschießen, um ein Exempel zu statuieren. Beim ersten Mordversuch befand sich Sam zufällig nicht im Auto, konnte mit seinem Hund entkommen und wird von Gypsy aufgenommen. Gypsy verdingt sich als Burlesque-Tänzerin, nachdem sie trotz eines Stipendiums ihr Studium wegen einer ungeplanten Schwangerschaft abgebrochen hat. Sie war mit Jack liiert, der sie allerdings mit anderen Frauen betrog.
Jacks Handlanger entdecken bei der Suche nach Sam dessen Hund in Gypsys Pick-Up, und melden ihm das. Jack bestellt Gypsy zu sich und lässt bei dieser Gelegenheit an Gypsys Wagen einen Peilsender anbringen. Über diesen verfolgen Jacks Leute Gypsy zu dem Motel, in dem sie Sam versteckt hält. Sam und Gypsy können mit einem Trick aus dem Gebäude fliehen, werfen den Tracker in ein vorbeifahrendes Cabrio und stehlen unterwegs ein Auto, in dem sich eine Frau namens Tasmin befindet. Sie fahren zu Lacy, Gypsys Professorin an der Universität, und lassen Sam in ihrer Obhut. Dann fährt Gypsy mit Tasmin zu einem Friedhof, wo Gypsy eine Tasche mit Geld versteckt hält. Dort wartet Jack, da er von dem Versteck weiß, doch Gypsy und Tasmin können getrennt voneinander entkommen. Tasmin verrät jedoch Lacys Aufenthaltsort, und die Killer fahren zu Lacy, die  einen von ihnen erschießt. Lacy fährt daraufhin mit Sam zu einem vereinbarten Treffpunkt mit Gypsy.
Sam erklärt, dass er die von Jack ergaunerten 750.000 $ in Bitcoin angelegt hat, und dass diese jetzt einen Wert von 6 Millionen $ hätten. Gypsy veranlasst Sam, die Schulden an Jack zu überweisen, doch Jacks neue Freundin möchte Sam trotzdem töten. Es kommt zu einer Schießerei, bei der Gypsy schwer verletzt wird und ins im Krankenhaus kommt. Sie überlebt, da sie laut eigener Aussage wie eine Katze neun Leben besäße und es daher auch neun Kugeln benötige, um sie zu eliminieren (woher der Filmtitel stammt). Sam berichtet, dass er bei der Überweisung ein Computer-Virus eingeschleust hat, wodurch das Geld an eine gemeinnützige Stiftung für Waisenkinder geleitet wurde und er 3 Millionen behielt. Der Abspann zeigt Gypsy und Sam, wie sie in einem neu gekauften Cabrio fahren.

## Produktion und Veröffentlichung
Regie führte Gigi Gaston, der auch das Drehbuch dazu schrieb. Die Produzenten waren Wendy Benge, Cassian Elwes, Gigi Gaston, Michael D. Jones, Paul Robarts, Veronica Radaelli, Tommy Thompson. Die Musik komponierte Hugo de Chaire. Für die Kameraführung war Byron Werner verantwortlich.
Der Film kam am 22. April 2022 raus. In Deutschland erschien der Film am 26. August 2022.

## Kritik
Die Redaktion des Lexikon des internationalen Films vergab einen von fünf Sternen und resümierte: „Der Thriller wandelt inhaltlich auf den Spuren von John Cassavetes’ ‚Gloria‘, ohne auch nur ansatzweise dessen Qualitäten zu entfalten; blasse Figurenzeichnung und ein fadenscheiniger Action-Plot sorgen eher für Langeweile als für Spannung.“